# Pinkas-Synagoge
Koordinaten: 50° 5′ 21,3″ N, 14° 25′ 1″ O

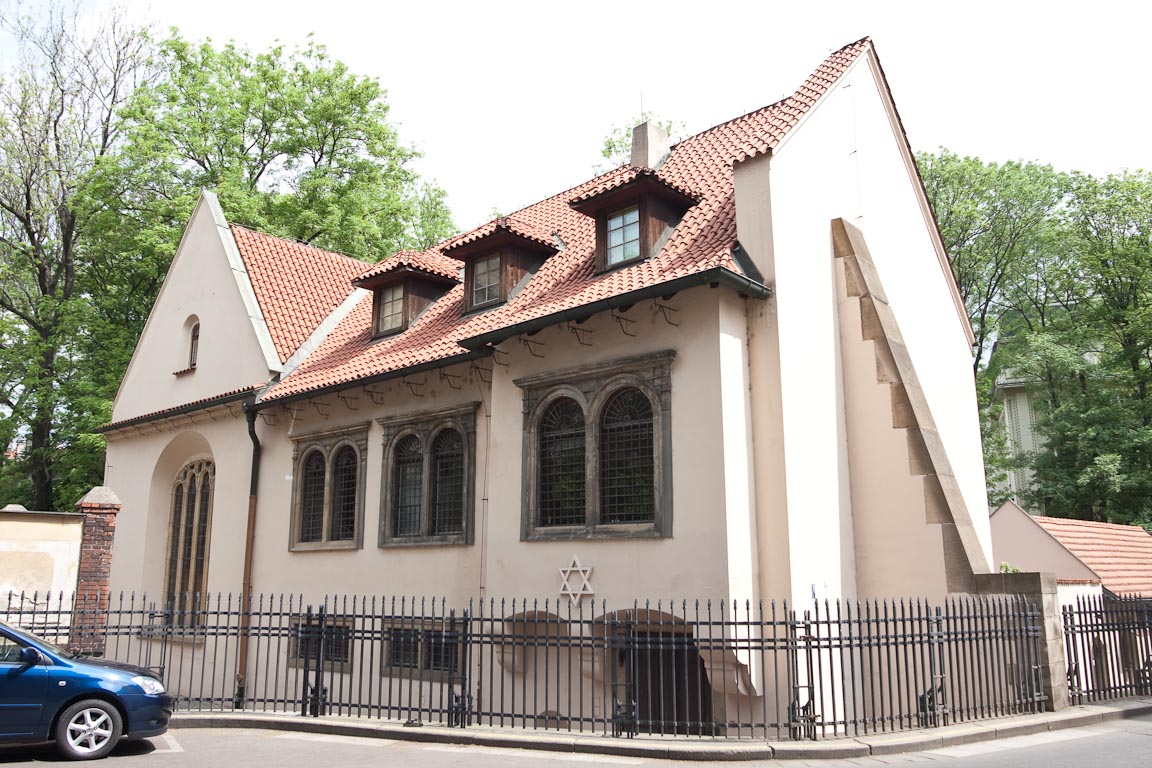
Westfassade der Pinkas-Synagoge

Die Pinkas-Synagoge (tschechisch Pinkasova synagoga) ist eine aus dem beginnenden 16. Jahrhundert stammende profanierte Synagoge im Prager Stadtteil Josefstadt. Sie ist dem Alten jüdischen Friedhof benachbart. Sie wird vom Jüdischen Museum Prag verwaltet und dient als Gedenkstätte für die Opfer der Schoah.

## Geschichte
Unter dem heutigen Bauwerk wurden Gewölbe und eine Mikwe aus dem späten 15. Jahrhundert gefunden. 1492 ist ein privates Bethaus der Familie Horowitz nachgewiesen, das zum Wohnhaus U Erbů gehörte. Dieses Bethaus kam 1519 in den Besitz des angesehenen jüdischen Bürgers Aron Meschullam Zalman Horowitz, der seinem Status gemäß 1535 die heutige größere Synagoge errichten ließ. Wahrscheinlich seit dem Ende des 16. Jahrhunderts wurde die Synagoge nach dem früheren Hausbesitzer Israel Pinkas Pinkasschul genannt. 1607 bis 1625 errichtete Juda Tzoref de Herz einen Anbau im Stil der Spätrenaissance, der das Frauenschiff, die Empore und ein geräumiges Vestibül enthielt.
Jahrhundertelang befanden sich in der Pinkas-Synagoge die Reliquien des messianistischen Märtyrers Salomon Molcho, der 1532 in Mantua verbrannt worden war. Es waren dies der Wimpel und das Gewand Molchos. 
Durch ihre Lage unterhalb des Straßenniveaus wurde die Pinkas-Synagoge mehrmals überflutet und beschädigt. Nach dem Hochwasser von 1758 und 1771 wurden Thoraschrein und Bima barock erneuert. 1860 erfuhr das Gebäude starke Veränderungen, indem das Fußbodenniveau um 1,5 Meter angehoben und die Inneneinrichtung modernisiert wurde. Diese unbefriedigende Lösung wollte man bereits in den 1920er Jahren wieder rückgängig machen, was aber erst nach dem Zweiten Weltkrieg möglich wurde. Von 1950 bis 1954 beseitigte man die Aufschüttung wieder, Toraschrein, Bima und Portal wurden restauriert und ursprüngliche Verputzschichten freigelegt.

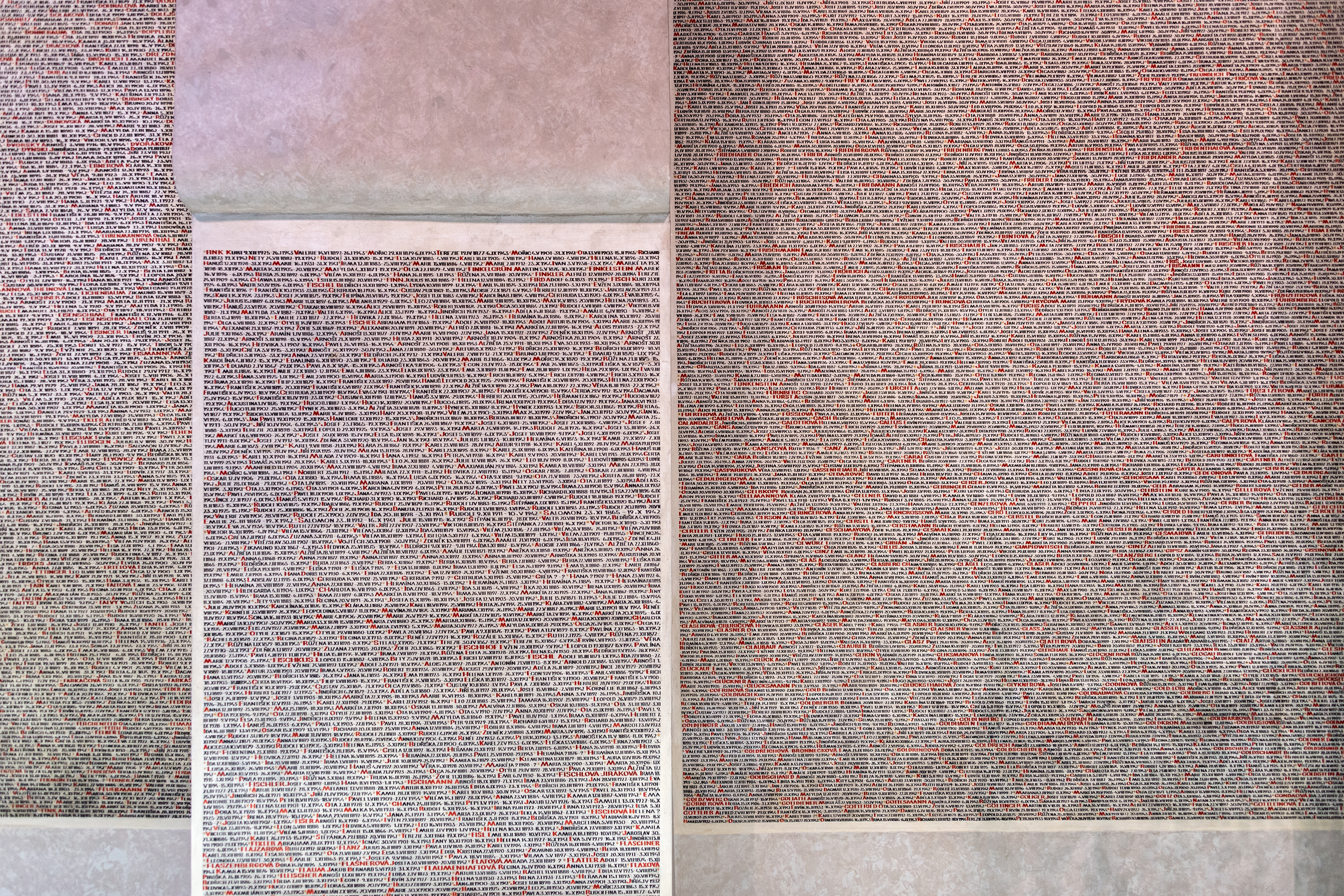
Wände mit den Namen der Opfer der Schoah

Anschließend wurde die Synagoge von 1954 bis 1959 in eine Gedenkstätte für den Holocaust, für die jüdischen Bürger der Tschechoslowakei umgewandelt, die während des Zweiten Weltkrieges umgekommen sind. Jiři John und Václav Boštik gestalteten sie so, dass an den Wänden der Räume die Namen von fast 78.000 Menschen, alphabetisch nach Familien und Orten geordnet, aufgeschrieben wurden. Von 1960 bis 1968 war sie so der Öffentlichkeit zugänglich, bis erneut eindringende Feuchtigkeit Schäden verursachte. Gleichzeitig mit den Ereignissen des Prager Frühlings ließ die kommunistische Stadtverwaltung die Synagoge nun schließen. 1989 erfolgten Reparaturarbeiten und von 1992 bis 1995 konnten die Inschriften an den Wänden wiederhergestellt werden.
Seither ist die Pinkas-Synagoge als Teil des Jüdischen Museums wieder zu besichtigen. Im ersten Obergeschoß sind Kinderzeichnungen aus dem Ghetto Theresienstadt ausgestellt. Die Bilder entstanden bei Malkursen der dort internierten Künstlerin Friedl Dicker-Brandeis.

## Baubeschreibung

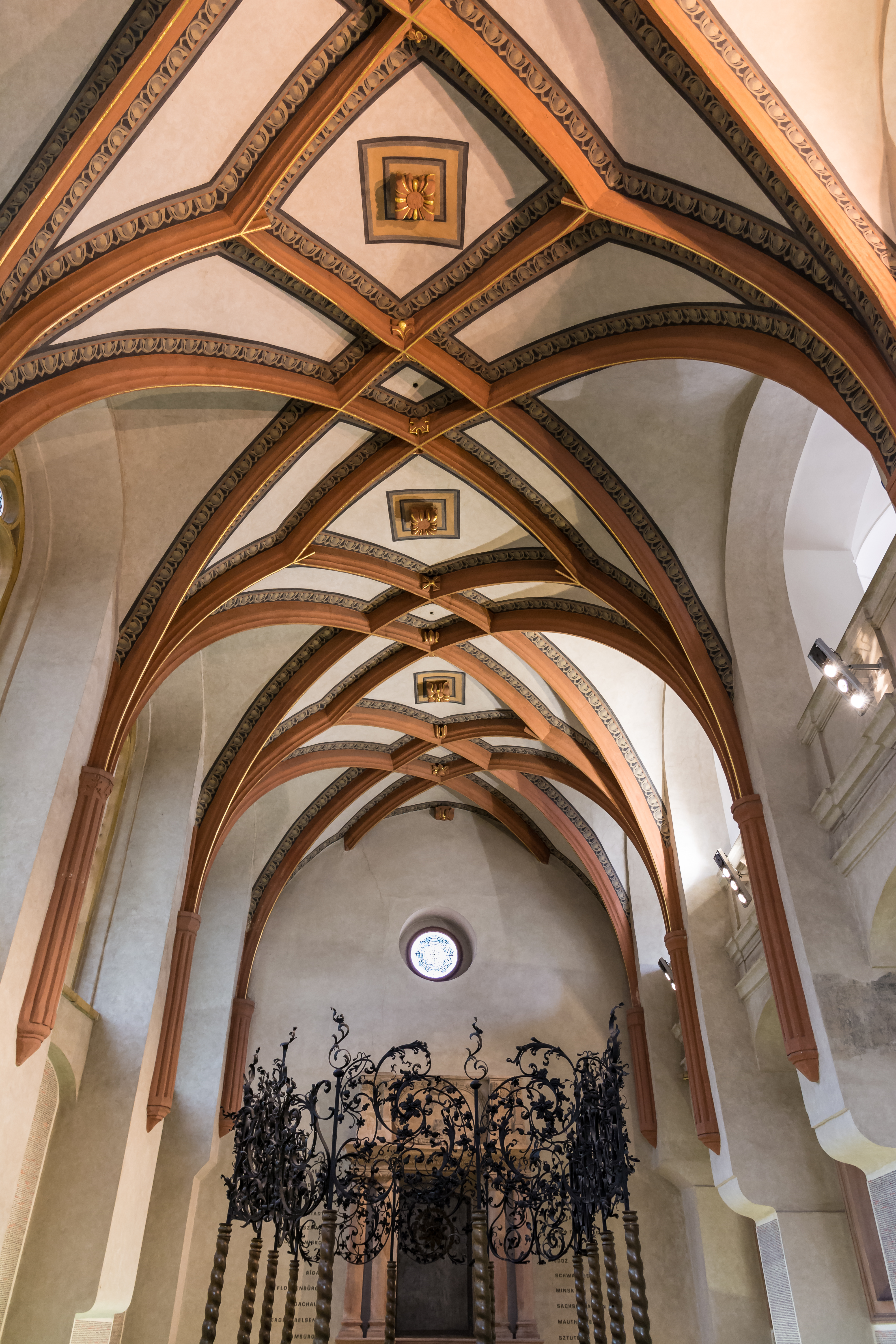
Innenansicht

Es handelt sich bei der Pinkas-Synagoge um einen länglichen, einschiffigen Raum mit spätgotischem Netzgewölbe, das mit Renaissancedekor bemalt ist, und Maßwerkfenstern. Bedeutend ist vor allem das Eingangsportal, das in ungewöhnlich reinen Frührenaissanceformen gestaltet ist. Der barocke Toraschrein besitzt Doppelsäulen an den Seiten und stammt wahrscheinlich vom Ende des 17. Jahrhunderts. Die ursprünglich gotische Bima wurde 1775 durch roten Marmorstuck verändert und 1793 mit einem Rokokogitter aus Schmiedeeisen versehen. Sonst befinden sich keine Einrichtungsgegenstände mehr im Gebäude. Ursprünglich waren die Bänke, wie in der Altneu-Synagoge entlang den Wänden mit Blick zur Bima aufgestellt gewesen. Heute sind überall an den Wänden die Namen der umgekommenen tschechischen Juden wieder sichtbar.
Im Vestibül befindet sich eine Gedenktafel mit Inschrift aus dem Jahr 1535, die an den Bauherrn und dessen Gattin erinnert.